# Zeillern
Zeillern osztrák mezőváros Alsó-Ausztria Amstetteni járásában. 2023 januárjában 1906 lakosa volt. 

## Elhelyezkedése

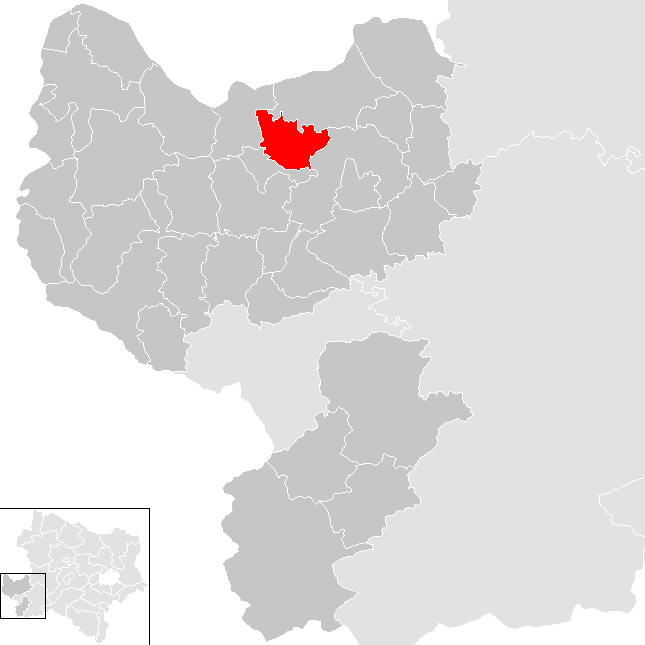
Zeillern az Amstetteni járásban

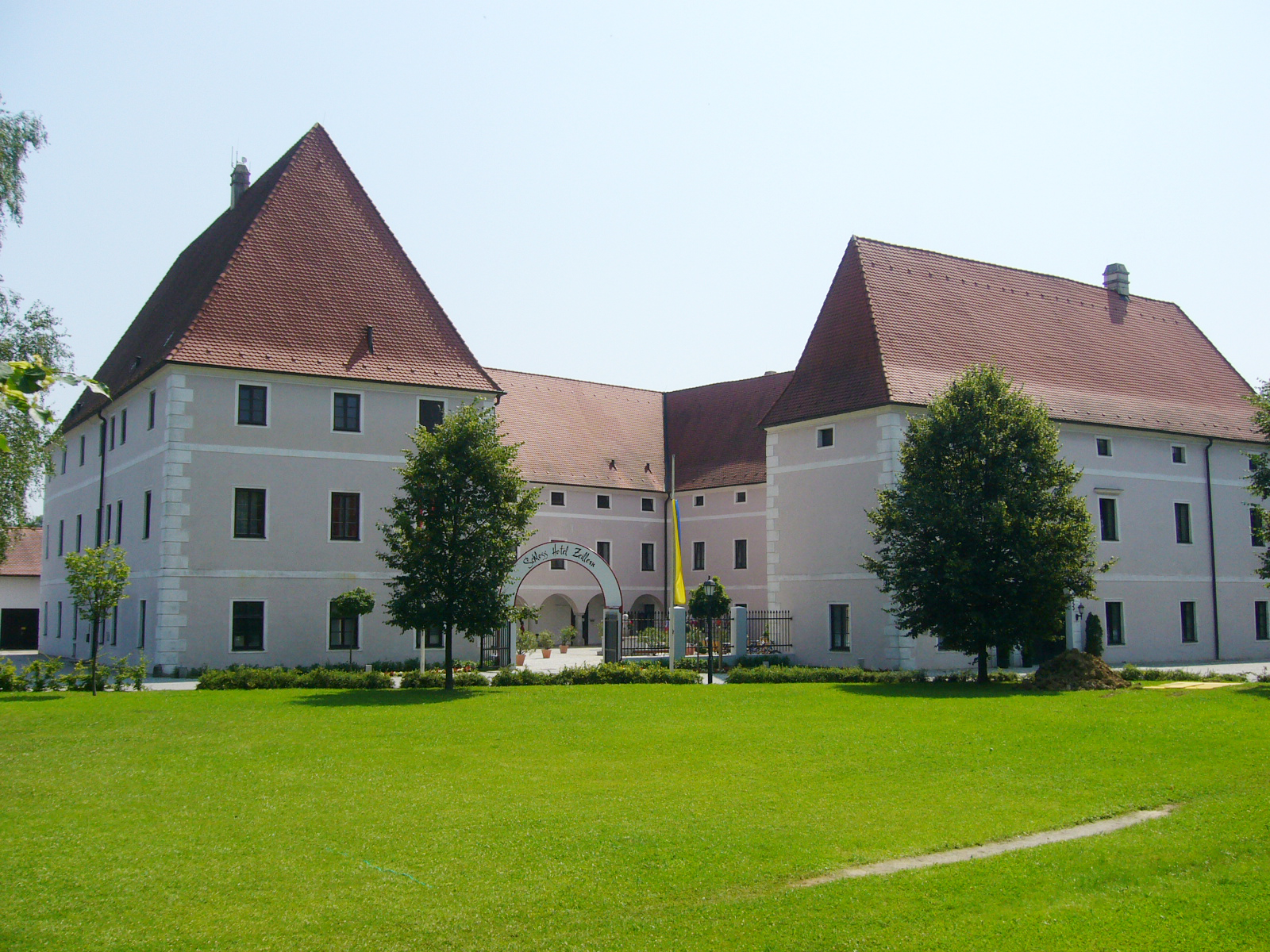
A zeillerni kastély

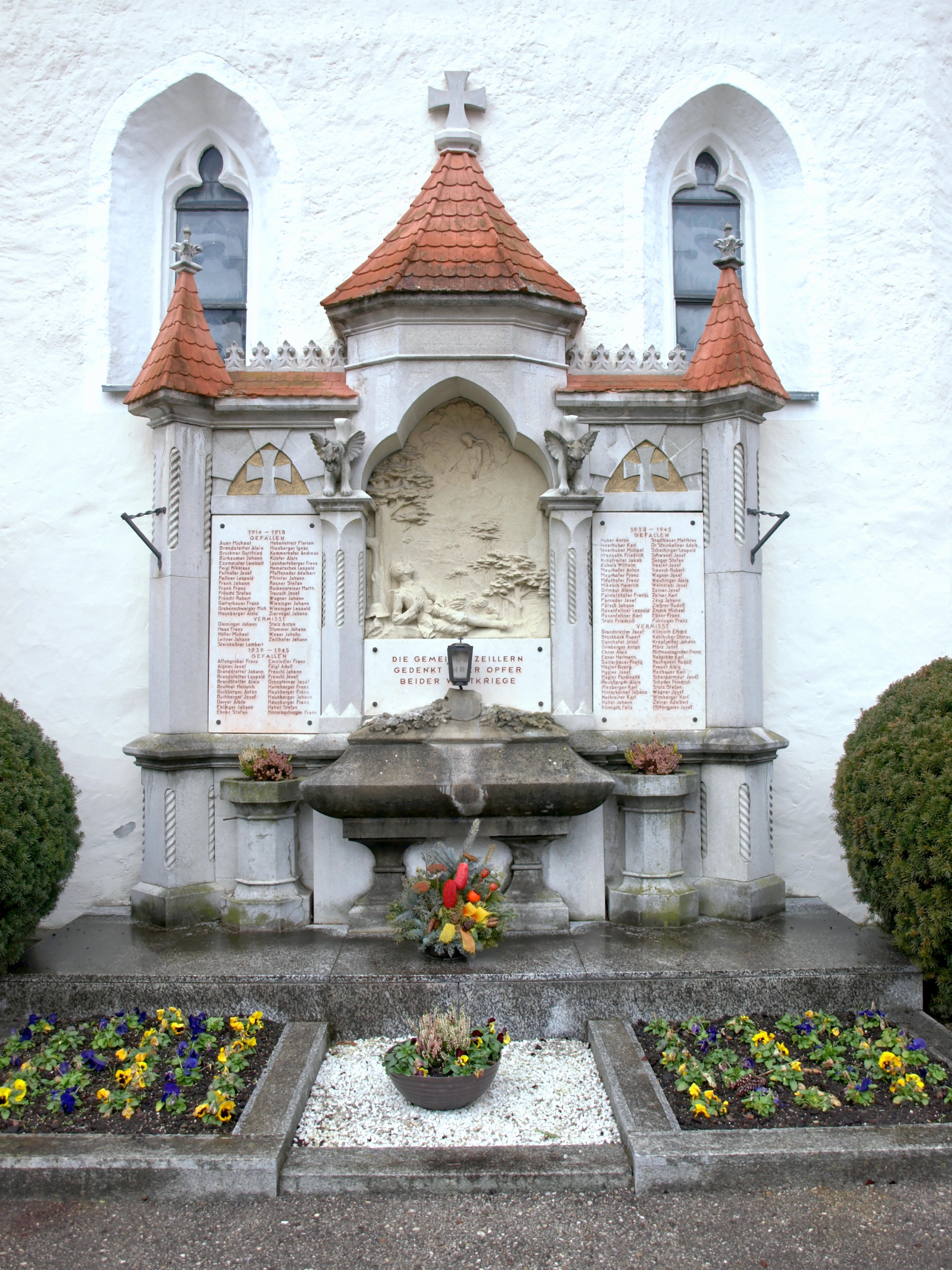
A világháborús emlékmű

Zeillern a tartomány Mostviertel régiójában fekszik a Duna völgyében, a Zeitlbach folyó mentén. Területének 16,2%-a erdő, 73,7% áll mezőgazdasági művelés alatt. Az önkormányzatban egyetlen katasztrális község található. 
A környező önkormányzatok: északkeletre Ardagger, délkeletre Amstetten, délnyugatra Oed-Öhling, északnyugatra Wallsee-Sindelburg.

## Története
A 9. században Nagy Károly adományozta a Zeitelbach környéki földeket a bajorországi niederalteichi apátságnak, adományát unokája, Német Lajos 863-ban megerősítette. A falut először 1140-ben említik Zidelaren néven ("zidelari" ófelnémet nyelven méhészt jelent). Birtokosai gyakran cserélődtek, 1330-ig a Traun családé volt, 1380-ban a Seisenegger nemzetség szerezte meg. 1462-ben Bernhard von Seisenegg plébániát építtetett és a falu állandó papot kapott. A Seiseneggek a templomot is átépítették késő gótikus stílusban. 
1633-ban Zeillern (már a Tattenbach grófok birtokaként) mezővárosi jogokat kapott. 1664-ben Konrad Balthasar von Starhemberg gróf vásárolta meg és a régi várat kastéllyá alakíttatta át. 1784-ben II. József egyházreformját követően az addigi egyházi felügyeletet ellátó ardaggeri apátságot bezárták és Zeillern önálló egyházközséggé vált. 1805. november 5-én a Murat vezette francia hadsereg előőrse részben a mezőváros területén csapott össze a Kutuzov által irányított orosz-osztrák hátvéddel (boxhofeni vagy amstetteni csata). A 19. század végén a bécsi betegbiztosítási alap vásárolta meg a zeillerni kastélyt, amelyben pihenőotthont rendezett be. A mezőváros 1961-ben kapta címerét. A kastély 1976-ban az önkormányzat tulajdonába került. 

## Lakosság
A zeillerni önkormányzat területén 2023 januárjában 1906 fő élt. A lakosságszám 1951 óta gyarapodó tendenciát mutat. 2020-ban az ittlakók 98%-a volt osztrák állampolgár; a külföldiek közül 1,1% a régi (2004 előtti), 0,5% az új EU-tagállamokból érkezett. 0,4% az egykori Jugoszlávia (Szlovénia és Horvátország nélkül) vagy Törökország polgára volt. 2001-ben a lakosok 97,4%-a római katolikusnak, 0,3% evangélikusnak, 1% mohamedánnak, 1,2% pedig felekezeten kívülinek vallotta magát. Ugyanekkor a legnagyobb nemzetiségi csoportot a németeken kívül (98,5%) a horvátok alkották 0,5%-kal.
A népesség változása:

| 2016 | 1 837 |
| 2018 | 1 865 |

## Látnivalók
- a zeillerni kastély
- a Szt. Jakab-plébániatemplom

## Fordítás
- Ez a szócikk részben vagy egészben  a   Zeillern című német Wikipédia-szócikk ezen változatának fordításán alapul.  Az eredeti cikk szerkesztőit annak laptörténete sorolja fel. Ez a jelzés csupán a megfogalmazás eredetét és a szerzői jogokat jelzi, nem szolgál a cikkben szereplő információk forrásmegjelöléseként.